# Tote lügen nicht
Tote lügen nicht (im englischen Original: Déjà Dead) ist der erste Kriminalroman der US-amerikanischen Autorin Kathy Reichs aus dem Jahr 1997. Der Roman handelt von der forensischen Anthropologin Dr. Temperance „Tempe“ Brennan, die in Montreal als Beraterin für die örtliche Polizei arbeitet. In diesem Roman ermittelt Tempe gemeinsam mit der Polizei im Fall einer Mordserie, in der Frauen zerstückelt und zum Teil ausgeweidet in Plastiksäcken vergraben aufgefunden werden. Aufgrund von Tempes forensischen Analysen und ihrer Ermittlungen auf eigene Faust gelingt es der Polizei schließlich, den Serienmörder zu fassen. Tote lügen nicht ist der erste Band einer Serie von Kriminalromanen mit Temperance Brennan als Hauptfigur, die sich zu internationalen Bestsellern entwickelten. Die Hauptfigur der Romane ist auch die Vorlage für die Hauptfigur der Fernsehserie Bones – Die Knochenjägerin.

## Inhalt

### Handlung
Eine junge Frau wird tot in Müllsäcken aufgefunden. Isabelle Gagnon, 23 Jahre alt, wurde ermordet und zerstückelt. Dr. Temperance „Tempe“ Brennan freut sich gerade auf ein Wochenende in Quebec City, als die Polizei auf einem Kirchengelände Gagnons fast vollständig verweste Leiche findet. Tempe wird in ihrer Funktion als forensische Anthropologin mit der Untersuchung der in Müllsäcken verpackten Knochen beauftragt. Sie sieht dabei Parallelen zu einem ähnlichen Fall, den sie vor einem Jahr bearbeitet hat. Außerdem erkennt sie Zusammenhänge mit zwei weiteren Leichenfunden, da sie beim Vergleich der Knochen eine fast identische Vorgehensweise der Opferverstümmelung ermitteln kann. Die Polizei, insbesondere Detective Luc Claudel, will jedoch nicht an ihre Theorie eines Serienmörders glauben.
Während Tempe sich mit diesen Mordfällen beschäftigt, wird sie gleichzeitig ungewollt in die Aktivitäten ihrer Freundin Gabrielle „Gabby“ Macaulay involviert. Gabby,  eine Anthropologin wie Tempe, betreibt Feldforschungen in der Community der Prostituierten Montreals. Sie berichtet Tempe, dass sie sich verfolgt fühlt und ersucht Tempe sogar einmal um Hilfe, um ihrem Stalker zu entkommen. Als Gabby mehrmals für einige Zeit verschwindet, sucht Tempe nach ihr und kommt so selbst in Kontakt mit einigen Prostituierten, die Teil von Gabbys Forschungsprojekt sind. Von den Prostituierten erfährt Tempe von einem unheimlichen Kunden mit absonderlichen Vorlieben und vermutet, dass dieser Gabbys Stalker ist.
Im Fall Isabelle Gagnon kann die Polizei eine Spur verfolgen: Jemand hat die EC-Karte eines weiteren Opfers, Margaret Adkins, in einem Kiosk benutzt, so dass die Polizei nun über ein unscharfes Bild eines Verdächtigen aus einer Überwachungskamera verfügt. Die Befragung von einigen Anwohnern in der Nähe des Kiosks führt Tempe und die Polizei schließlich zu einer scheinbar leeren Wohnung in der Rue Berger. Wie sich herausstellt, ist der Verdächtige jedoch in der Wohnung versteckt, entkommt jedoch der Polizei. Bei der Untersuchung der Wohnung stellt sich heraus, dass der Wohnungsinhaber, St. Jacques, eine Vielzahl von Zeitungsausschnitten zu Morden im Raum Montreal gesammelt hat. Außerdem findet Tempe eine Karte, auf der mit einem Kreuz verschiedene Orte in Montreal gekennzeichnet sind, unter anderem die Kirche St. Lambert.
Weil die Polizei Tempes Theorie eines Serienkillers weiterhin nicht ernst nimmt, untersucht Tempe am späten Abend auf eigene Faust das Gelände um St. Lambert und stößt auf eine weitere Leiche in einem Plastiksack. Am nächsten Morgen führt sie ihre Kollegen von der Polizei dorthin. Wie sich herausstellt, wurde auch diese Leiche geköpft, aber der Kopf fehlt. Auch scheint sie schon eine längere Zeit auf dem Gelände zu liegen. Der Kopf taucht jedoch wenig später auf, als ein Fremder in den Innenhof zu Tempes Wohnung eindringt. Als Tempe die Polizei ruft, findet diese den verwesten Kopf der Leiche, die als Grace Damas identifiziert wird.
Tempe sucht nach weiteren, ähnlichen Fällen in der Datenbank der Polizei und findet weitere Opfer. Sie erkennt auch ein Muster: Drei der Opfer wohnten sechs Halte von der Station Berri-UQAM entfernt, in deren Nähe St. Jacques seine Wohnung hat. Mehrere Opfer hatten außerdem entweder eine Wohnung zum Verkauf inseriert oder deren Nachbarn und Familien. Nach einem Telefonat mit einem Freund in den USA, der als Spezialist für Sexualdelikte arbeitet, ist Tempe mehr denn je überzeugt, dass sie es mit einem Serienmörder zu tun haben. Das Telefonat scheint schließlich auch etwas bei der Polizei in Montreal zu bewirken, denn einige Tage wird eine Task Force zur Fassung des Serienkillers gegründet, der auch Tempe angehören soll.
Tempe macht sich währenddessen Sorgen um Gabby, die wieder verschwunden ist. Während der Suche nach Gabby nimmt sie wieder Kontakt mit den Prostituierten auf, was sie schließlich zu der Wohnung des unheimlichen Kunden führt, den sie für Gabbys Stalker hält. Daraufhin überschlagen sich die Ereignisse: Am nächsten Tag findet sie nach der Arbeit am Türknauf ihrer Wohnungstür Gabbys Ausweis und einen Ausschnitt des Stadtplans von Montreal mit einem Kreuz darauf eingeklemmt. Tempes Sorgen um Gabby bestätigen sich, denn die Polizei findet an dem auf dem Stadtplan eingezeichneten Standort Gabbys Leiche. Tempes Bestürzung erhöht sich weiter, als die Polizei bei Gabbys Leiche ein Foto von Tempe und ihrer Tochter Katy findet und Katy – eigentlich weit weg auf dem College in den USA – auch noch einen Besuch in Montreal ankündigt.
Die Wohnung von Gabbys mutmaßlichem Stalker, die Tempe gefunden hat, wird einem Mann namens Tanguay zugeordnet, der nun auch als Verdächtiger gesucht wird. Ferner stellt das Polizeilabor fest, dass das Fabrikat des Handschuhs, der in der Wohnung des ersten Verdächtigen, St. Jacques, gefunden wurde, mit dem Handschuh in Gabbys Grab übereinstimmt.
Tempe verfolgt währenddessen eine weitere Spur, die sie in den Akten entdeckt hat: Der Mörder muss sich mit Anatomie auskennen und benutzte zur Zerstückelung der Leichen eine Küchensäge. Außerdem hat sie herausgefunden, dass das Opfer Grace Damas früher in einer Metzgerei gearbeitet hat. Tempe fährt zu der Metzgerei und erfährt, dass zeitgleich mit Grace Damas ein weiterer Mitarbeiter der Metzgerei verschwunden ist: Leo Fortier.
Als kurz darauf der Verdächtige Tanguay von der Polizei gefasst wird, glauben alle, dass der Fall gelöst sei. Tempe bleibt jedoch skeptisch und kommt auf die Idee, den Gebissabdruck von Tanguay mit den Bissspuren an einem Käsestück in der Rue Berger zu vergleichen. Da sie nicht übereinstimmen, schließt sie daraus, dass Tanguay und St. Jacques, der Mieter der Wohnung der Rue Berger, nicht ein und dieselbe Person sein können und der Serienmörder möglicherweise weiter frei herumläuft. Sie vermutet weiterhin, dass Leo Fortier der Mörder ist. Durch ein Telefonat mit Fortiers ehemaligen Psychiaterin im Gefängnis findet sie ferner heraus, dass Fortier gefährlich ist. Bevor sie Detective Ryan von der Mordkommission anrufen kann, wird sie in ihrer Wohnung überfallen. Sie kann sich jedoch so lange wehren, umgebracht zu werden, bis die Polizei eintrifft.
Wie sich herausstellt, ist der Mann in ihrer Wohnung tatsächlich Leo Fortier alias St. Jacques, der Serienmörder. Er ist seit Jahren auffällig wegen sexueller Belästigung. Seine Kollegin Grace Damas, mit der er eine Affaire hatte, war sein erstes Mordopfer. Um seine Opfer zu töten und zu zerstückeln bzw. zu verstecken, nutzte Fortier unter anderem das Gelände der verlassenen Kirche St. Lambert, weil über seinen Onkel dort Zugang zum Gelände hatte. Tempe muss für einige Zeit ins Krankenhaus, erfährt dort, dass ihrer Tochter Katy nichts passiert ist.
Der Roman endet mit Tempe und ihrer Tochter Katy im Urlaub. Tempe erhält von ihrem Polizeikollegen Luc Claudel, der bisher nur sehr widerwillig mit ihr zusammengearbeitet hat, einen Brief, in der er seine Anerkennung für ihre gute Arbeit ausspricht.

### Figuren
- Temperance 'Tempe' Brennan: forensische Anthropologin, die abwechselnd in Charlotte, USA, und Montreal, Kanada arbeitet. In Montreal ist sie als Beraterin für das Laboratoire de Médicine Légale angestellt, um bei Fällen mitzuarbeiten, in denen lediglich Knochen auffindbar sind
- Gabrielle 'Gabby' Macaulay: Anthropologin, Kommilitonin von Tempe aus den 1970er Jahren und langjährige Freundin in Montreal
- Katy: Tempes Tochter aus geschiedener Ehe, auf dem College in den USA
- Pierre LaManche: Leiter des Laboratoire de Médicine Légale in Montreal, für das Tempe arbeitet
- Detective Luc Claudel von der Mordkommission der Polizei der Provinz Quebec, eher skeptisch bis feindselig gegenüber Tempe eingestellt
- Lieutenant-Detective Andrew Ryan von der Mordkommission der Polizei der Provinz Quebec, unterstützt Tempes Arbeit und ist später freundschaftlich mit ihr verbandelt

## Form
Die Autorin ist von Beruf, ebenso wie ihre Romanfigur Tempe Brennan, forensische Anthropologin am gerichtsmedizinischen Institut von Montreal. Ihre Romane zeichnen sich durch detaillierte und fachlich fundierte Schilderungen der Arbeit einer forensischen Anthropologin an Tatorten und am Seziertisch aus. Die Beschreibung der Mordopfer und der Tatorte, einschließlich der ekelerregenden Aspekte der verwesenden Körper, nimmt in den forensischen Kriminalromanen breiten Raum ein. Die Darstellung der Verwesung ist jedoch bei Reichs nicht nur rein um des Effektes willen. Reichs setzt verschiedene Techniken ein, um sich von dem dargestellten ironisch zu distanzieren. So benutzt die Hauptfigur Tempe Brennan häufig schwarzen Humor, um die Gewalt und den Tod um sie zu verarbeiten. Ferner verwendet Reichs Wortspiele für die Titel ihrer Kriminalromane, wie z. B. Déja Dead (dt. 'Schon tot'). Gleichzeitig wird aber immer wieder betont, dass die Hauptfigur starke Empathie mit den Getöteten empfindet. Die spezielle Mischung aus forensischer Wissenschaft und wahnsinnigen Kriminellen wurde auch als das Erfolgsrezept sowohl von Reichs' Romanen als auch den Fernsehserien wie CSI in den 1990er und 2000er Jahren identifiziert.
Weitere Elemente des Kriminalromans von Kathy Reichs sind der Kontrast zwischen den wissenschaftlichen Ermittlungsmethoden einerseits und dem Instinkt der Hauptfigur, die immer wieder in Alleingängen ihrer Intuition folgt. Die Szene, in der Tempe nachts auf dem Gelände der Kirche St. Lambert bei einem Gewitter nach einer Leiche sucht, lässt außerdem Elemente aus dem Schauerroman anklingen.

## Stellung in der Literaturgeschichte
Gemeinsam mit Patricia Cornwell hat Kathy Reichs dem forensischen Kriminalroman seit den 1990er Jahren zu großer Popularität verholfen. Vor Cornwall und Reichs gab es jedoch noch weitere Autoren, die sich mit Forensik befassten: So enthält schon der Roman Romance of Poisons aus dem Jahr 1903 von Robert Cromie und T.S. Wilson mikrobiologische und toxikologische Untersuchungen. In No Escape von 1983 von Sarah Kemp gab es schließlich mit der Rechtsmedizinerin Dr. Tina May eine erste weibliche Figur. Die forensischen Kriminalromane von Kathy Reichs greifen ferner auch die Tradition der Hardboiled Detectives wie bei Raymond Chandler auf, denn Temperance Brennan tritt als Einzelgängerin auf, die in ihrem Beruf erfolgreicher ist als privat.

## Rezeption
Déjà Dead wurde bei Erscheinen mit den bereits erfolgreichen forensischen Kriminalromanen von Patricia Cornwell verglichen und speziell für die kenntnisreiche Darstellung der Arbeit einer forensischen Anthropologin gelobt. Gemeinsam mit Patricia Cornwell wird Kathy Reichs als Hauptvertreterin des seit den 1990er Jahren populären forensischen Kriminalromans gesehen.
Déjà Dead wurde 1998 mit dem Arthur Ellis Award der Canada Crime Writers als beste Erstveröffentlichung ausgezeichnet und ist in über 15 Sprachen übersetzt.
Die forensischen Kriminalromane von Kathy Reichs dienten auch als Inspiration für die Fernsehserie Bones. Obwohl die Hauptfigur in Bones auch Temperance Brennan heißt, wurden als Vorlage für die Fernsehserie aber eher Aspekte aus Kathy Reichs eigenem Leben verarbeitet, nicht so sehr die Figuren und die Handlungen der Romane.

### Textausgaben
- Kathy Reichs: Déjà Dead. Scribner, New York 1997, ISBN 0-684-84117-7. (Englische Erstausgabe)
- Kathy Reichs: Tote lügen nicht. Aus dem Englischen von Thomas A. Merk. Blessing, München 1998, ISBN 3-89667-043-3. (Hardcover)
- Kathy Reichs: Tote lügen nicht. Blanvalet, München 2000, ISBN 3-442-35226-6. (Taschenbuch)
- Kathy Reichs: Tote lügen nicht. Heyne, München 2011, ISBN 978-3-453-43559-9. (Taschenbuch)

### Sekundärliteratur
- Dorothee Birke, Stella Butter, Marion Gymnich: Sprechende Körper: Kathy Reichs. In: Vera Nünning (Hrsg.): Der amerikanische und britische Kriminalroman. Genres – Entwicklungen – Modellinterpretationen. Wissenschaftlicher Verlag Trier, Trier 2008, ISBN 978-3-86821-071-2, S. 135–149.